# Макеев, Семён Ильич
Семён Ильич Макеев (28 апреля 1898 — 15 октября 1987) — советский военачальник. Командующий Ленинградской армией ПВО, (1944—1945), генерал-лейтенант артиллерии (1944).

## Начало военной службы
Семён Ильич Макеев родился 28 апреля 1898 года в деревне Иньшеково (ныне в Егорьевском районе Московской области). Русский.
С февраля 1917 года по 1918 год служил в Русской императорской армии, рядовой Павловского лейб-гвардии полка в Петрограде. При расформировании старой армии в апреле 1918 года демобилизован. Остался работать в Петрограде.
В Красной Армии с сентября 1918 года, доброволец. До декабря служил красноармейцем в 1-м Железном полку защиты Пролетарской революции, затем направлен на учёбу. В 1919 году окончил 1-е Петроградские советские артиллерийские курсы. Участник Гражданской войны в России. Ещё во время учёбы командовал взводом курсантов в боях против войск Северо-Западной армии генерала Н. Н. Юденича, отличился при отражении первого наступления белых войск на Петроград. С сентября 1919 года воевал в 10-й стрелковой дивизии: командир взвода тяжёлого артиллерийского дивизиона, с мая 1920 — заведующий разведкой и адъютант лёгкого артиллерийского дивизиона. Воевал против эстонских войск под Псковом, на советско-польской войне в составе Западного фронта, затем против войск генерала С. Н. Булак-Балаховича.

## Межвоенный период
С апреля по сентябрь 1921 года — старший инструктор Московской запасной артиллерийской бригады. В 1922 году окончил артиллерийскую школу Западного фронта в Смоленске. С октября 1922 года служил в 14-й стрелковой дивизии Московского военного округа (Шуя): помощника командира батареи, командир батареи, начальник полковой школы. В 1925 году окончил курсы усовершенствования комсостава (КУКС) при Ленинградской автотракторной школе. С марта 1929 года служил в 17-й стрелковой дивизии (Нижний Новгород) помощником командира дивизиона, затем командир дивизиона артиллерийского полка в Крыму. В 1930 году окончил КУКС зенитной артиллерии в Севастополе. С декабря 1930 по сентябрь 1931 — командир курсантской батареи Севастопольской школы зенитной артиллерии. В 1936 году окончил Артиллерийскую академию РККА имени Ф. Э. Дзержинского, в сентябре назначен командиром 18-го полка ПВО (Карачев). С февраля 1939 года — начальник отдела зенитной артиллерии Управления начальника артиллерии РККА. Во время советско-финской войны был откомандирован на фронт, отличился при выполнении заданий по организации зенитного прикрытия действующей армии. За отличие на этой войне был награждён своим первым орденом.
После окончания войны назначен начальником отдела в Управлении боевой подготовки наземной и зенитной артиллерии Главного артиллерийского управления РККА. С января 1941 года — заместитель начальника, с февраля — начальник Управления боевой подготовки Главного управления ПВО Красной Армии.

## Великая Отечественная война
В начале Великой Отечественной войны С. И. Макеев был направлен на Юго-Западный фронт для оказания практической помощи в организации противовоздушной обороны. В июле назначен заместителем командира 1-го корпуса ПВО в Москве, активно участвовал в отражении налётов немецкой авиации на Москву. За отличия осенью 1941 года награждён орденом Красной Звезды, однако в апреле 1942 года за плохую организацию дежурства на командном пункте корпуса от должности был отстранён и назначен с понижением командиром 1157-го пушечного артиллерийского полка РГК. С июня 1942 года — начальник учебного центра войск зенитной артиллерии (Московский учебный зенитный артиллерийский лагерь). Во время этой работы несколько раз откомандировывался в действующую армию. С ноября 1944 года и до конца войны командовал Ленинградской армией ПВО.

## Послевоенная служба
После окончания войны, с октября 1945 года С. И. Макеев командовал 16-м Особым корпусом ПВО. С августа 1946 года — командующий артиллерией Войск ПВО страны. С сентября 1948 по май 1949 — заместитель командующего зенитной артиллерией Управления командующего зенитной артиллерией Войск ПВО страны. В 1950 году окончил Высшие академические курсы при Высшей военной академии имени К. Е. Ворошилова. С июня 1950 года — начальник Управления боевой подготовки войсковой зенитной артиллерии. 
В мае 1953 года уволен в запас.
Семён Ильич Макеев скончался 15 октября 1987 года в Москве, похоронен на Хованском кладбище.

## Отзывы сослуживцев
С. М. Штеменко, служивший под командованием С. И. Макеева в Крыму в 1930 году:

Командиром этого дивизиона был Семён Ильич Макеев. Он отличался высокой общей культурой и отменной вежливостью, предпочитал конюшне книгу. Высокий, всегда подтянутый и безукоризненно одетый (до революции он служил в Павловском гвардейском полку), он являлся, пожалуй, самым начитанным и умным командиром в нашем полку. Общим у него и П. Ф. Чесных были высокая требовательность, рвение в службе, забота о людях, правдивость и доступность. Все свои лучшие качества они прививали нам, передавали знания и навыки. — Штеменко С. М. Генеральный штаб в годы войны. — 2-е издание. — М.: Воениздат, 1989. — С.159.

## Воинские звания
- майор (24 января 1936)
- полковник (29 октября 1939)
- генерал-майор артиллерии (7 февраля 1943)
- генерал-лейтенант артиллерии (18 ноября 1944)

## Награды
- орден Ленина (21.02.1945)[2]
- 3 ордена Красного Знамени (14.05.1940, 3.11.1944, 20.06.1949)
- орден Кутузова 2-й степени (17.11.1945)
- 2 ордена Отечественной войны 1-й степени (29.03.1944, 11.03.1985)
- орден Красной Звезды (28.10.1941)
- медали СССР
- именное наградное оружие от Реввоенсовета СССР (1928)